# Bionicle: Tales of the Tohunga
Bionicle: Tales of the Tohunga (detto anche Bionicle: Quest for the Toa) è un videogioco per Game Boy Advance, sviluppato dalla Saffire Corporation e pubblicato dalla LEGO Software nel 2001.

## Trama
La trama è ambientata prima che i Toa Mata arrivassero sull'isola di Mata-Nui.
Il gioco racconta le avventure di Takua, nel periodo precedente all'arrivo dei Toa Mata. Sfortunatamente, i Turaga, gli anziani dei sei villaggi principali dell'isola, vennero rapiti dai Rahi, animali dell'isola, corrotti dal malvagio signore oscuro Makuta. Takua si mette quindi in viaggio per salvare i Turaga e trovare le pietre dei Toa nascoste sull'isola, così da poter convocare i Toa Mata sull'isola. Dopo aver liberato i Turaga e aver trovato le pietre dei Toa di ogni villaggio dell'isola (Onu-Koro, Ga-Koro, Po-Koro, Le-Koro, Ko-Koro e Ta-Koro), Takua si catapulta accidentalmente sulle spiagge di Mata-Nui, dove ha inizio la nostra storia.
La trama nel gioco è invero l'unica canonica tra tutti i videogiochi della serie Bionicle. Il gioco stesso si considera il preludio ai due giochi online, Mata Nui Online Game e Mata Nui Online Game II: The Final Chronicle.

### Minigiochi
Sono sei i minigiochi presenti nella cartuccia:
- Great Ussal Race: una gara di velocità e abilità tra granchi Ussal.
- Huai Snowball Sling': sport popolare a Ko-Koro, i concorrenti, in un tutti-contro-tutti, si tirano addosso palle di neve finché non rimane un vincitore.
- Ignalu Lava Surfing: gioco popolare a Ta-Koro, i concorrenti usano tavole di lava per surfare appunto sulla lava.
- Ngalawa Boat Racing: sport popolare a Ga-Koro, dove vi sono quattro squadre: rosso, giallo, verde e blu, ognuna con una barca. Ovviamente funziona come lo sport della canoa, dove vince chi per primo taglia il traguardo.
- Kolhii: popolare a Po-Koro, è un misto tra calcio e hockey, in quanto l'obiettivo è segnare una rete mandando la palla nella porta avversaria.
- Kewa Bird Riding: gioco popolare a Le-Koro, dove i concorrenti volano grazie a degli uccelli Kewa, equipaggiati con un lanciatore Volo Lutu e una scorta di frutti Madu. L'obiettivo del gioco è totalizzare più colpi contro altri giocatori, lanciandogli contro i frutti Madu.